# TVR S-Serie
Die TVR S-Serie ist eine Familie offener Sportwagen, die der britische Hersteller TVR in Blackpool von 1986 bis 1994 produzierte. Die als Einsteigermodell konzipierte Baureihe war unterhalb der leistungsstarken Sportwagen der Wedge-Serie bzw. ihres Nachfolgers Griffith positioniert und hatte im Gegensatz zu ihnen ein Design, das traditionellen Vorbildern folgte. Im Laufe der Zeit bot TVR sechs verschiedene Versionen der S-Serie an und fertigte insgesamt 2666 Fahrzeuge.

## Entstehungsgeschichte
TVR baute seit 1959 kleine Sportcoupés mit Gitterrahmen, Kunststoffkarosserie und Antriebstechnik von Großserienfahrzeugen. Die Fertigung des Debütmodells Grantura war noch von wirtschaftlichen Schwierigkeiten und mehreren Insolvenzen geprägt. Erst nach der Übernahme des Unternehmens durch Martin Lilley 1965 kam es zu einer Stabilisierung. Mit der breit gefächerten M-Serie, die 1971 eingeführt wurde, war TVR wirtschaftlich erfolgreich. Sie wurde 1979 durch die Wedges-Reihe abgelöst, die zwar das Konstruktionsprinzip früherer TVR-Modelle fortsetzte, mit ihrer betonten Keilform aber stilistisch mit den Vorgängern brach. Ihre Basisversion (Tasmin) 280i hatte noch wie die Vorgängermodelle einen Sechszylindermotor von Ford. Unter Lilleys Nachfolger Peter Wheeler führte TVR allerdings zahlreiche weitere Versionen der Wedges mit Achtzylindermotoren ein, die immer leistungsstärker und immer teurer wurden. Der 280i wurde dadurch nach und nach verdrängt und ließ sich in insbesondere in Großbritannien nur noch schwer verkaufen. 1986 übertraf der Absatz der Achtzylindermodelle den des 280i um ein Vierfaches. Ein wesentlicher Grund dafür lag in dem hohen Preis des 280i, der 1986 nur etwa 2500 £ unter dem des deutlich stärkeren 350i lag.
TVR konzipierte schließlich die S-Serie als neues Basismodell, das den 280i in Großbritannien bereits 1986 und auf den Exportmärkten ab 1988 ersetzte. Die S-Serie war weder technisch noch stilistisch mit den Wedges verwandt. Sie war so konstruiert, dass sie günstiger herzustellen und damit auch günstiger zu verkaufen war als die großen Modelle. Das Auto wurde erstmals auf der NEC-Motorshow in Birmingham 1986 gezeigt. Wegen der starken Resonanz ging der Wagen innerhalb eines Jahres in Fertigung, wobei bereits 150 Stück vorbestellt waren. Bei seiner Markteinführung war der TVR S etwa 2000 £ günstiger als der 280i, den er ersetzte. Wie bei TVR üblich, entstanden nacheinander mehrere Serien der S-Reihe, die sich durch technische und stilistische Weiterentwicklungen voneinander unterschieden. Außerdem waren verschiedene Sechs- und Achtzylindermotoren von 2,0 bis 4,0 Liter Hubraum erhältlich. Von 1986 bis 1994 entstanden 2604 Exemplare der S-Serie, 410 Stück davon mit Achtzylindermotor.

## Konstruktionsmerkmale

### Rahmen und Fahrwerk
Die S-Serie hat wie alle früheren TVR-Modelle einen Gitterrahmen aus verschweißten Stahlrohren. Der Rahmen ähnelte zwar konzeptionell dem der Wedge-Modelle, war aber eine Neukonstruktion.

### Motoren

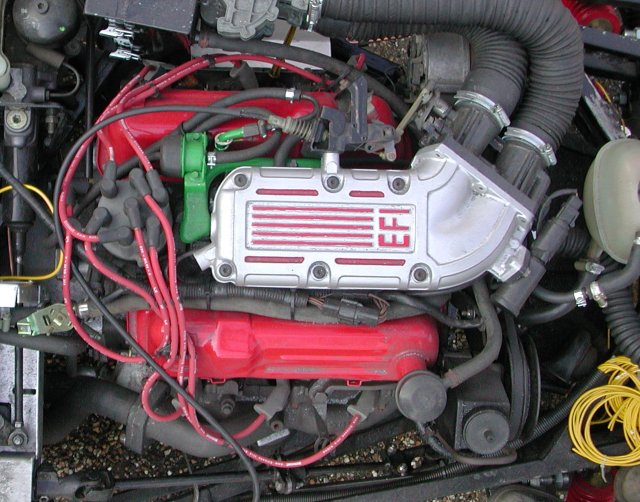
2,9 Liter großer V6-Motor (Ford Köln)

Die S-Serie wurde zunächst werksseitig mit einem Sechszylinder-V-Motor mit elektronisch geregelter Einpunkteinspritzung von Ford (Köln) ausgestattet. Anfänglich hatte er einen Hubraum von 2,8 Litern und leistete 118 kW (160 PS). In dieser Form kam der Ford-Köln-Motor auch im (Tasmin) 280i zum Einsatz. Mit Einführung des S2 im Jahr 1989 wurde eine auf 2,9 Liter vergrößerte Version verwendet, die 125 kW (170 PS) leistete.
Die Entscheidung für den Ford-Motor war erst kurz vor der Präsentation des Prototyps im Oktober 1986 gefallen. Alternativ hatte TVR zuvor Vierzylindermotoren von Rover (2,0 Liter Hubraum, Baureihe M16) und Peugeot (2,2 Liter) in Erwägung gezogen. Sie wurden letztlich verworfen, weil sie für den Einsatz in Frontantriebsautos konstruiert waren und mit einigem Aufwand für Hinterradantrieb hätten umgerüstet werden müssen. Der Ford-Köln-Motor war von 1986 bis 1994 im Einsatz.
Von 1991 bis 1993 bot TVR ergänzend einen Achtzylindermotor von Rover an, der den im Griffith verwendeten Konstruktionen entsprach.

### Karosserie

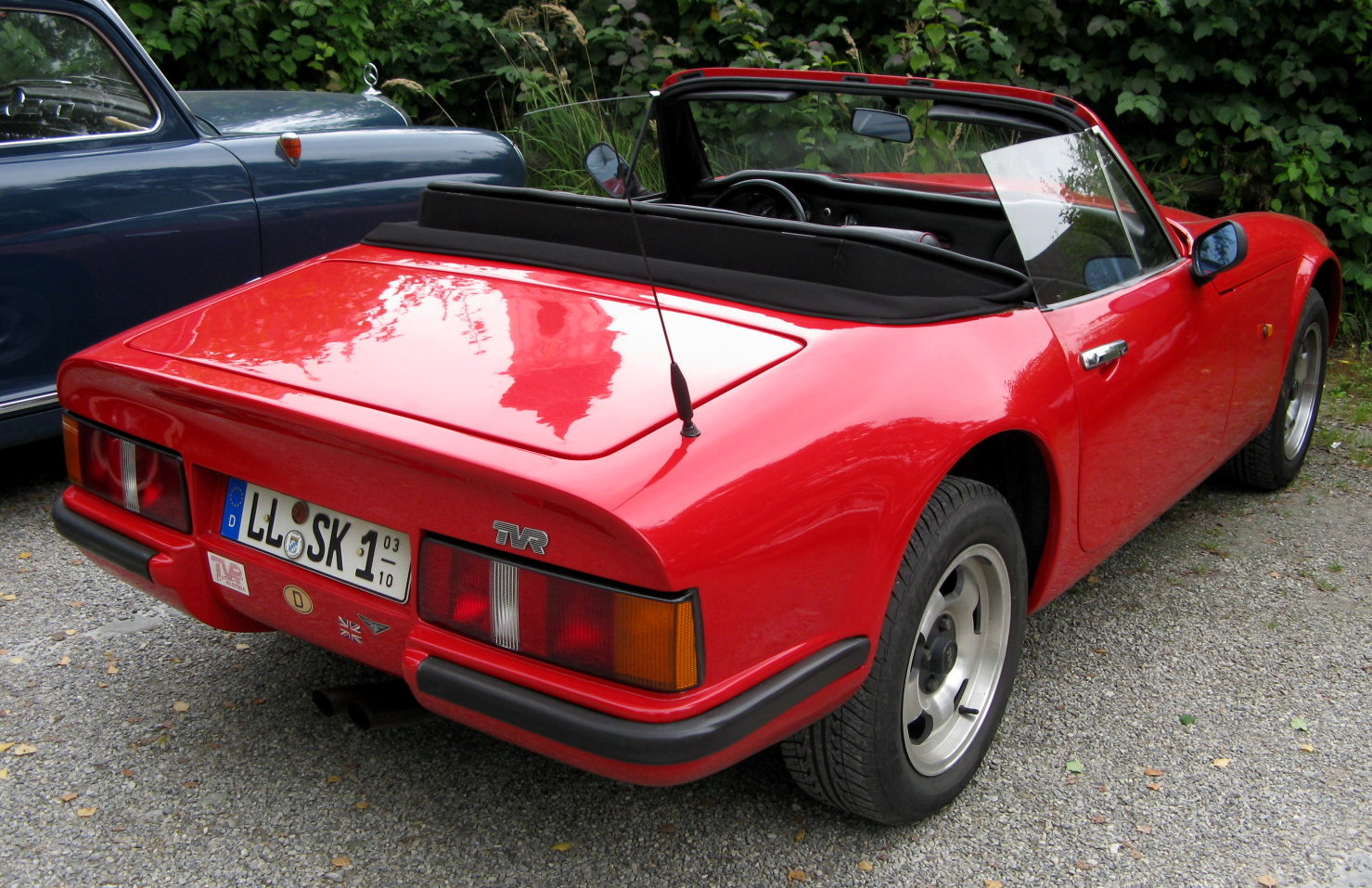
Kunststoffkarosserie und Rückleuchten vom Ford Escort: TVR S-Serie

Die Karosserien aller Varianten der S-Serie bestehen, der Tradition des Unternehmens folgend, aus glasfaserverstärktem Kunststoff. Ihre Form geht auf Vorgaben des Inhabers Peter Wheeler zurück. Wheeler, der die Keilform der Wedges ablehnte und der Auffassung war, sein Vorgänger Martin Lilley hätte statt der Einführung der Wedges die bisherige M-Serie weiterentwickeln sollen, ließ die S-Serie nach dem Vorbild der in den 1970er-Jahren erfolgreichen M-Modelle gestalten. Mit ihr kehrten die runden Formen zurück, die ein charakteristisches Merkmal früherer TVR-Karosserien gewesen waren. Ungeachtet der beabsichtigten Ähnlichkeiten war „mit Ausnahme der Türgriffe“ kein Karosserieteil des TVR S mit der M-Serie identisch. Die S-Serie ist länger und breiter als die M-Modelle. Die S-Serie war ausschließlich als Roadster erhältlich; geschlossene Versionen wie bei der M-Serie und beim Tasmin gab es nicht. Das zweiteilige Dachkonstruktion entspricht dem Grunde nach der der Wedges. Es besteht aus herausnehmbaren Kunststoffteil über den Sitzen und einem dahinter angeordneten herunterklappbaren Verdeck. Die Autos können komplett geschlossen, vollständig geöffnet oder als Targa mit aufgerichtetem Verdeck und entnommenem Dachmittelteil gefahren werden. Wie bei anderen Modellen auch, verwendete TVR zahlreiche Teile, die von Großserienherstellern zugekauft wurden. Die Türgriffe kamen von Ford, die Seitenspiegel vom Citroën CX, und die Rückleuchten wurden vom Ford Escort ’86 übernommen.

## Die Sechszylindermodelle der S-Serie

### TVR S (280S)

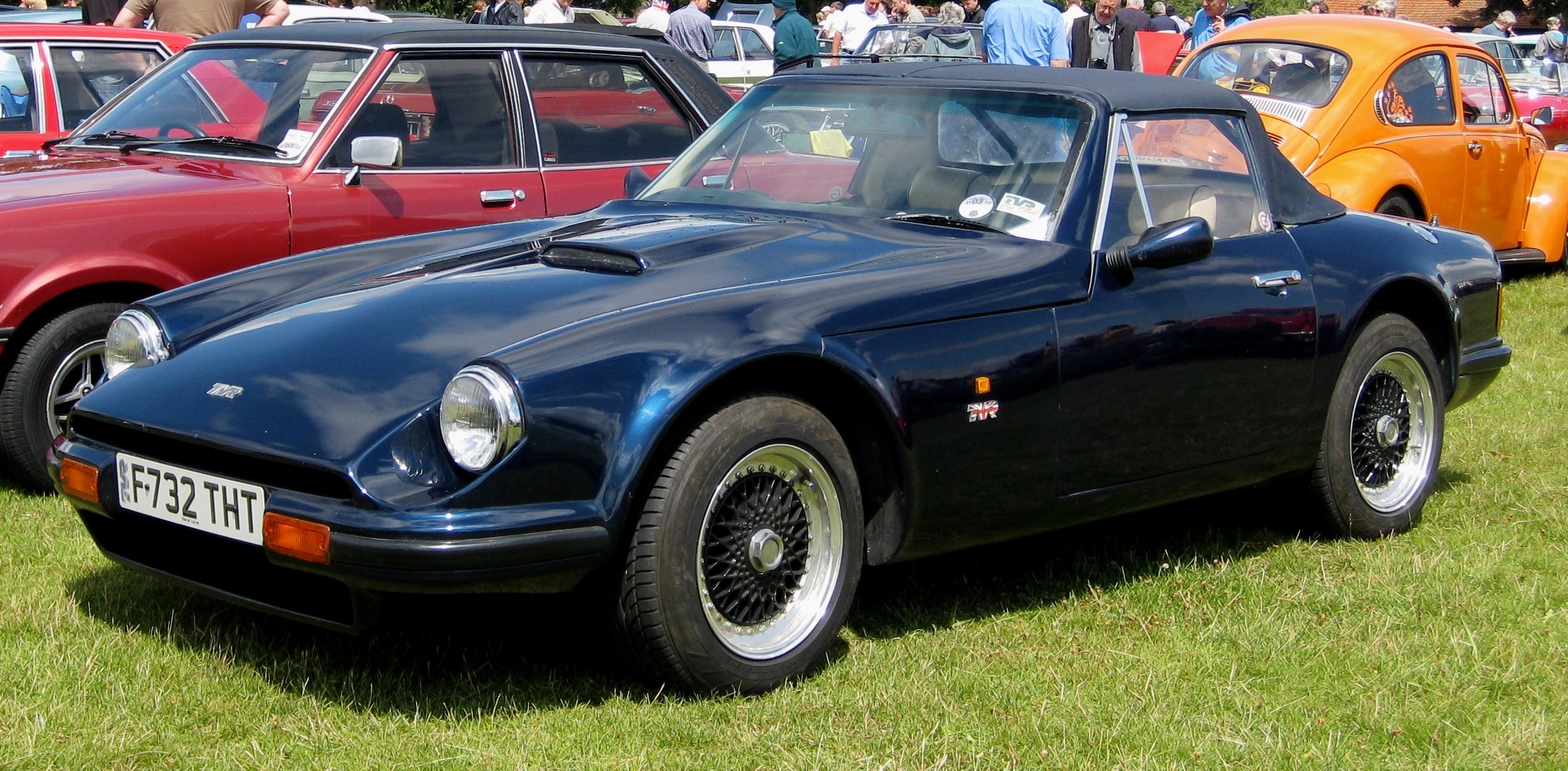
TVR S1 (1988)

Der TVR S, der rückwirkend als S1 bezeichnet wird, war „die Originalversion der S-Serie“. Alternativ wird die Bezeichnung 280S verwendet. Die Serienfertigung begann Anfang 1987. Weil die Beschaffung der zugekauften technischen Komponenten nur langsam anlief, verzögerte sich die Auslieferung der ersten Fahrzeuge bis in den Sommer 1987. Der S1 war bis zum Sommer 1988 im Programm. In dieser Zeit entstanden 605 Fahrzeuge.

### TVR S2 (290S)
Die im Herbst 1988 eingeführte zweite Version der S-Serie wird alternativ als TVR S2 oder – mit Blick auf den Hubraum – als 290S bezeichnet. Im S2 erschien eine auf 2,9 Liter vergrößerte Ausführung des Ford-Köln-Sechszylinders, die mit einer L-Jetronic von Bosch ausgestattet war und geänderte Zylinderköpfe hatte. Die Leistung stieg auf 125 kW (170 PS), auch das maximale Drehmoment stieg leicht an. Im Vergleich zum Vorgängermotor fiel das maximale Drehmoment deutlich früher – bei 3000 Umdrehungen pro Minute – an. Der 2,9-Liter-Motor wurde auch für die späteren Versionen S3 und S4 übernommen. Äußerlich gab es nur minimale stilistische Änderungen. Elektrische Fensterheber gehörten nun zur Serienausstattung, außerdem war wahlweise ein mit Walnussholz vertäfeltes Armaturenbrett erhältlich. Der S2 kostete bei seiner Einführung 15.450 £. Damit war er 20 Prozent teurer als der letztjährige S1, aber 9.500 £ günstiger als der 400SE, der zu dieser Zeit das Basismodell der deutlich stärkeren Wedge-Reihe war. Der S2 war die erfolgreichste Version der S-Serie. Innerhalb eines Jahres entstanden 1443 Fahrzeuge. TVR produzierte in diesem Zeitraum viermal mehr S2 als Wedge-Modelle.

### TVR S3 und S3C

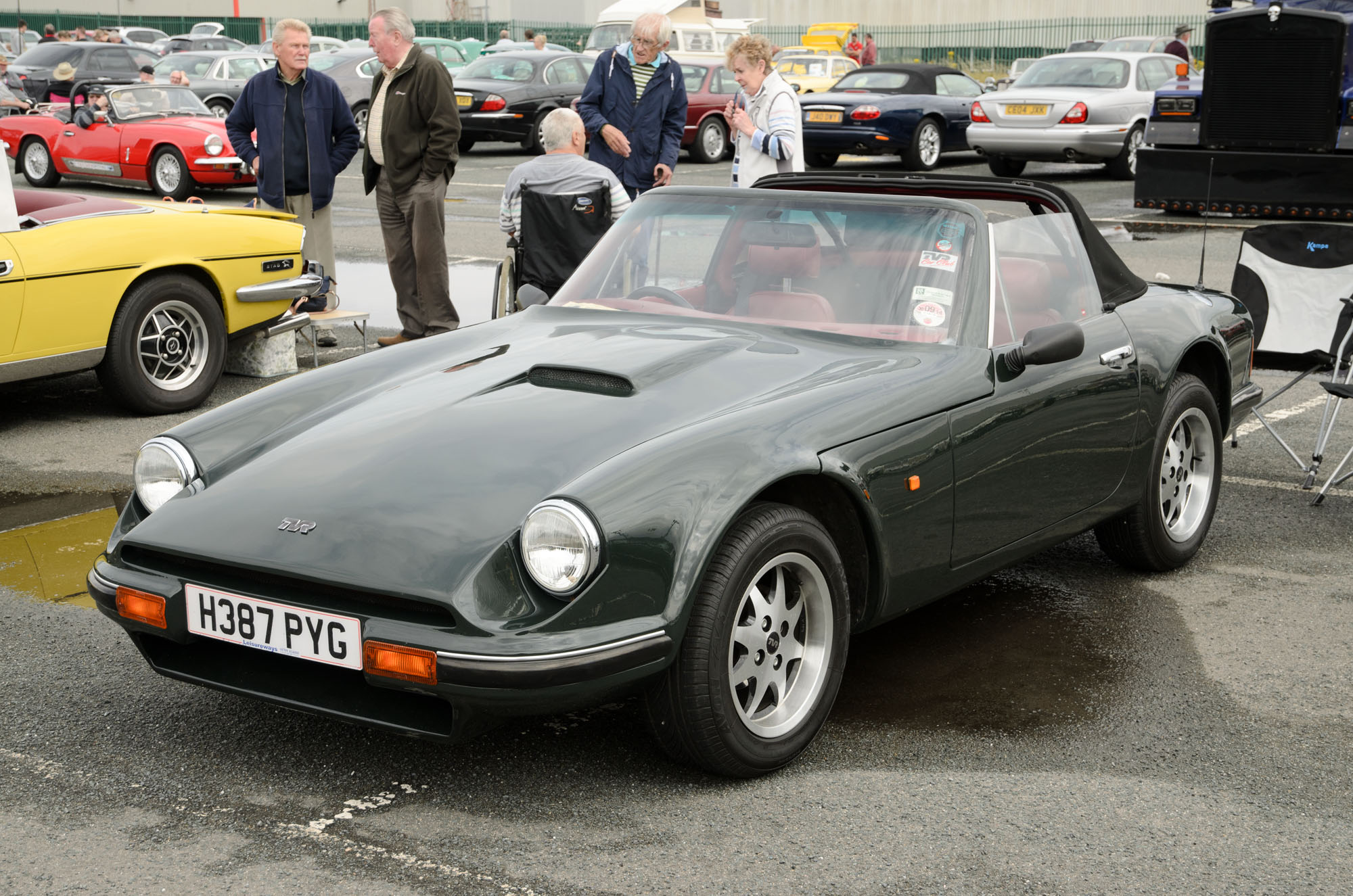
Längere Türen: TVR S3

Der S3 erschien im Sommer 1989. Äußerlich unterscheidet er sich von den ersten beiden Serien durch geänderte Türen, die nun fast 13 cm (5 Zoll) länger sind und den Zugang zum Innenraum deutlich erleichtern. Neu war auch die Gestaltung des Instrumententrägers. Anstelle der halbkreisförmigen Anordnung der Anzeigen, die vielfach auf Kritik gestoßen war, sind die Instrumente konventionell waagerecht sortiert. Weiterhin war eine Verkleidung mit Walnussholz als Sonderausstattung erhältlich. Der Motor des S3 entspricht dem des S2. Auf Wunsch konnte er – ein Novum bei TVR – mit einem Abgaskatalysator ausgestattet werden. Diese Version wird als S3C bezeichnet. Der S3 kostete bei seiner Einführung 17.699 £. Er war damit 2.249 £ teurer als die letzten Exemplare des S2. Er blieb bis 1993 im Programm. Vom S3 fertigte TVR insgesamt etwa 800 Exemplare.

### TVR S4C
Der 1993 vorgestellte S4C war die letzte Entwicklungsstufe der sechszylindrigen S-Reihe. Der S4C übernahm den abgasgereinigten Motor des S3C; der Katalysator gehörte mittlerweile zur Serienausstattung. Der S4C erhielt das überarbeitete Fahrwerk des V8S und dessen neu gestaltete Motorhaube.

## Die Achtzylindermodelle der S-Serie

### V8S (400S)

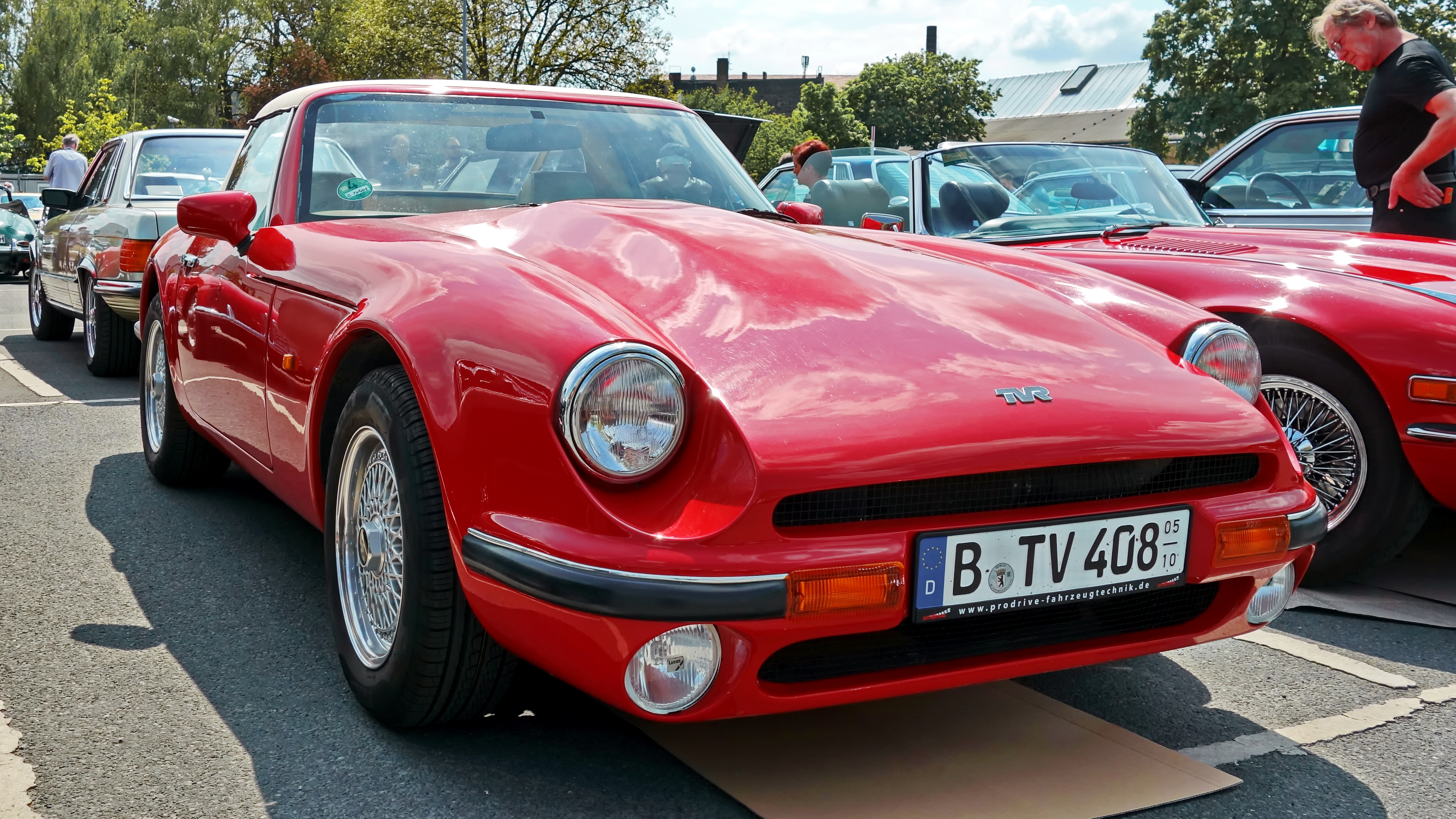
TVR V8S

Wie schon bei den Wedges, zeigten Kunden auch bei der S-Serie früh Interesse an leistungsstärkeren Versionen. Parallel zu dem Versuch, die Wedges mit einem australischen Achtzylindermotor von Holden auszustatten, baute TVR 1987 einen Prototyp der S-Serie mit einem 3,8 Liter großen Holden-Sechszylindermotor. Der als TVR ES bezeichnete Wagen wurde 1987 auf der Earls Court Motor Show öffentlich gezeigt. Eine Verbindung zu Holden kam letztlich nicht zustande. Stattdessen entwickelte TVR in den frühen 1990er-Jahren eine Version der S-Serie mit den (überarbeiteten) Rover-Motoren der Wedges-Reihe, die 1991 auf den Markt kam und die 2,9-Liter-Versionen der S-Serie ergänzte. Die Baureihe wird alternativ als V8S oder – mit Blick auf den Hubraum des Achtzylinders – als 400S bezeichnet.
Der 3905 cm³ große Motor des V8S entspricht weitgehend dem des bis 1986 produzierten TVR 390SE. Er basiert auf dem ursprünglich 3,5 Liter großen V8-Motor von Rover, den TVR zunächst von Andy Rouse und später von NCK (North Coventry Kawasaki) bzw. TVR Power hatte weiterentwickeln lassen. Neben der Hubraumvergrößerung hat der TVR-Motor auch geänderte Zylinderköpfe mit optimiertem Gasfluss, neue Nockenwellen für größeren Ventilhub, eine höhere Verdichtung von 10,5:1, überarbeitete Saugrohrn und Auspuffsammler, einen geänderten Chip für die Motorsteuerung und ein Sperrdifferenzial. Die Leistung lag bei 176 kW (239 PS) bei 5.250 min,−1 und das Drehmoment betrug 366 Nm bei 3.000 min−1. In 4,9 s beschleunigte der Wagen von 0–60 mph, in 12,9 s von 0–100 mph. Er war schneller als ein Aston Martin Virage, ein Lotus Esprit Turbo SE oder ein Porsche Carrera 2. Der Gitterrahmen wurde vom S3C übernommen; allerdings erhielt der V8S eine neue Radaufhängung. Sie entspricht in ihrer Grundkonstruktion der des neuen Griffith, der 1992 bei TVR die Wegde-Reihe ablöste. Stilistisch unterscheidet sich der V8S von den bis dahin produzierten Sechszylindermodellen durch eine geänderte Motorhaube, die eine auffällige Wölbung über dem Motor hat, aber keinen Lufteinlass mehr beinhaltet. Diese Gestaltung übernahm TVR später für den 1993 eingeführten S4C. Die Serienausstattung des V8S schloss Lederteilausstattung, Walnussfurnier, Mohairbezüge und OZ-Aluräder ein, Fensterheber und Außenspiegel wurden elektrisch betätigt.
Bei seiner Einführung kostete der TVR V8S in Großbritannien 23.595 £. Er war damit 4.500 £ teurer als der SC3. In Deutschland lag der Neupreis bei ca. 90.000 DM. Insgesamt entstanden 456 Stück des V8S, gut 10 % davon hatten Linkslenkung.

### 200S
Der TVR 200S war eine speziell für den italienischen Markt entwickelte Version der S-Serie. Anlass hierfür war die italienische Steuergesetzgebung, die in den 1980er-Jahren Automobile mit einem Hubraum von 2000 cm³ und mehr mit einer Umsatzsteuer von 38 Prozent belegte, während Fahrzeuge mit geringerem Hubraum lediglich mit 19 Prozent besteuert wurden. Nach Einschätzung Peter Wheelers stand diese Regelung einer weiten Verbreitung der S-Serie mit ihren 2,9 Liter großen Motoren im Wege.
Für Italien entwickelte TVR deshalb eine Achtzylinderversion mit 2,0 Litern Hubraum. Ausgehend vom serienmäßigen Rover V8 wurde der Hub von 71,1 mm auf 40,25 mm reduziert. Bei unveränderter Bohrung (88,9 mm) ergab sich daraus ein Hubraum von 1998 cm³. Um trotzdem eine angemessene Leistung bereitstellen zu können, war der Motor mit einem Eaton-Kompressor mit Ladeluftkühlung aufgeladen. Vom 200S sind 3 Fahrzeuge bekannt. Der V8 hat eine elektronische Kraftstoffeinspritzung von Lucas, die Verdichtung liegt bei 8:1. Die Motorleistung war 233 PS (171 kW) bei 6.200/min und das maximale Drehmoment 266 N·m bei 3.700/min. Der V8 200S beschleunigt von 0–100 km/h in 6,5 Sekunden und die Höchstgeschwindigkeit beträgt 232 km/h.
Der Produktionsumfang des 200S ist ausgesprochen niedrig. Eine Quelle geht davon aus, dass nur ein Prototyp entstanden ist, ohne dass es zu einer Serienfertigung kam; Andere Quellen sprechen von „einer gewissen Anzahl“. In Markenforen finden sich Hinweise auf drei oder vier Fahrzeuge mit dem 2,0-Liter-Motor.